# 非晶硅

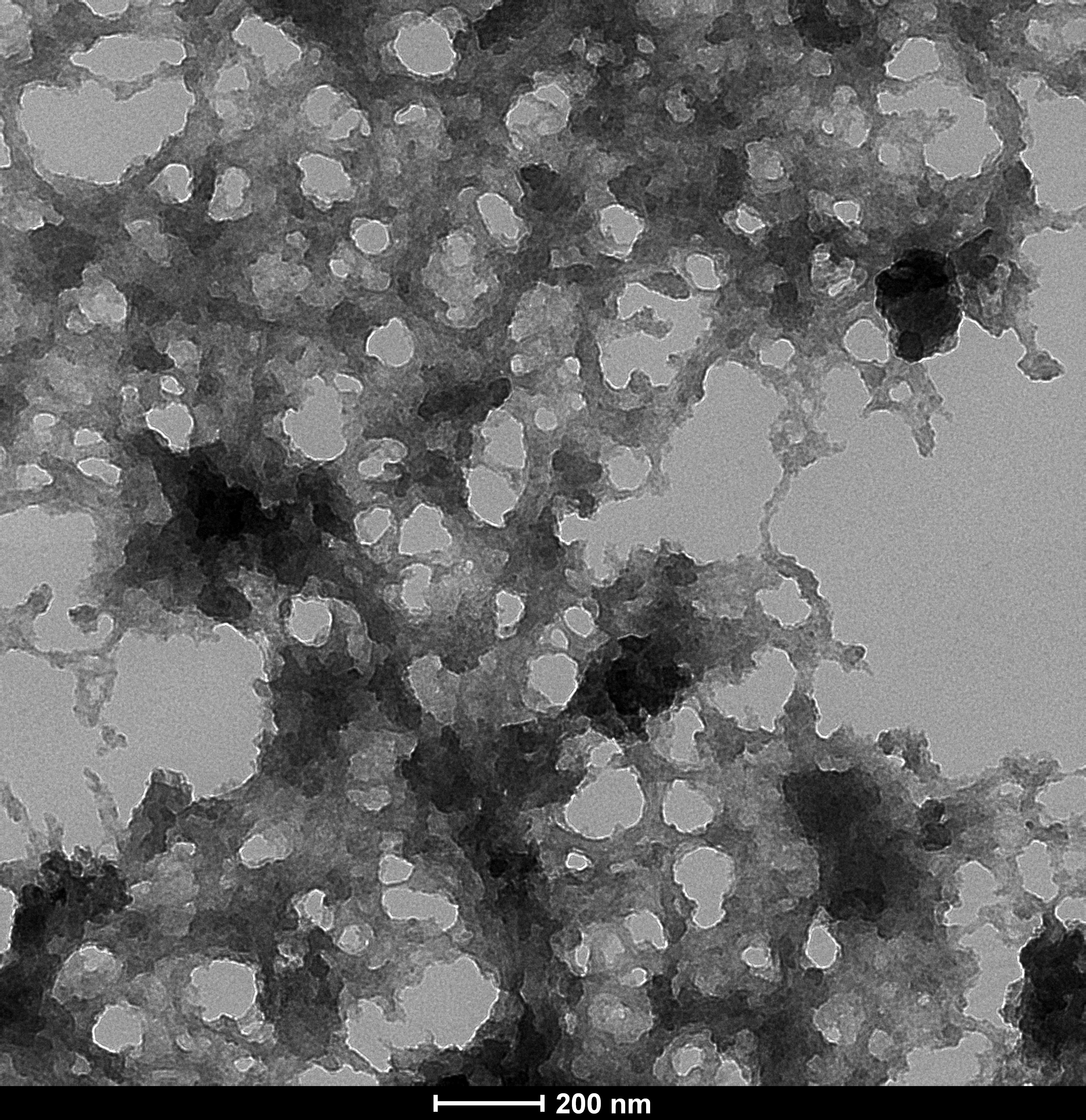
非晶硅的TEM影像

非晶硅（Amorphous silicon, a-Si），又名无定形硅，是硅的一种同素异形体。晶体硅通常呈正四面体排列，每一个硅原子位于正四面体的顶点，并与另外四个硅原子以共价键紧密结合。这种结构可以延展得非常庞大，从而形成稳定的晶格结构。而无定性硅不存在这种延展开的晶格结构，原子间的晶格网络呈无序排列。换言之，并非所有的原子都与其它原子严格地按照正四面体排列。由于这种不稳定性，无定形硅中的部分原子含有悬空键。这些悬空键对硅作为导体的性质有很大的负面影响。然而，这些悬空键可以被氢所填充，经氢化之后，无定形硅的悬空键密度会显著减小，并足以达到半导体材料的标准。但很不如愿的一点是，在光的照射下，氢化无定形硅的导电性能将会显著衰退，这种特性被称为SWE效应。
美国科学家史丹佛·奧維辛斯基拥有许多关于无定形硅的专利，包括半导体、太阳能电池等。它们的成本较相应的晶体硅制成品要低很多。
此外，无定形硅可用作熱成像照相机中的微辐射探测仪。